# روجر سي. سلوتر
روجر سي. سلوتر هو محامي وقاضي وسياسي أمريكي، ولد في 17 يوليو 1905، وتوفي في 2 يونيو 1974. نشط حزبياً في الحزب الديمقراطي. وقد انتخب عضو مجلس النواب الأمريكي ‏.